# نادي ساندفيكين
نادي ساندفيكين (بالإنجليزية: Sandvikens Idrottsförening) نادي كرة قدم سويدي يلعب في دوري الدرجة الثانية. تم تأسيس النادي في سنة 1918 .